# Waldheimia huegelii
Waldheimia huegelii là một loài thực vật có hoa trong họ Cúc. Loài này được (Sch.Bip.) Tzvelev miêu tả khoa học đầu tiên năm 1961.